# میدان هوایی گردیز
میدان هوایی گردیز (انگلیسی: Gardez Airport) یک فرودگاه عمومی در نزدیکی گردیز، پکتیا، افغانستان است.